# Christian Eggert
Christian Eggert (Herne, 1986. január 16. –) német labdarúgó, az SV Elversberg középpályása.